# Tobias O. Meißner

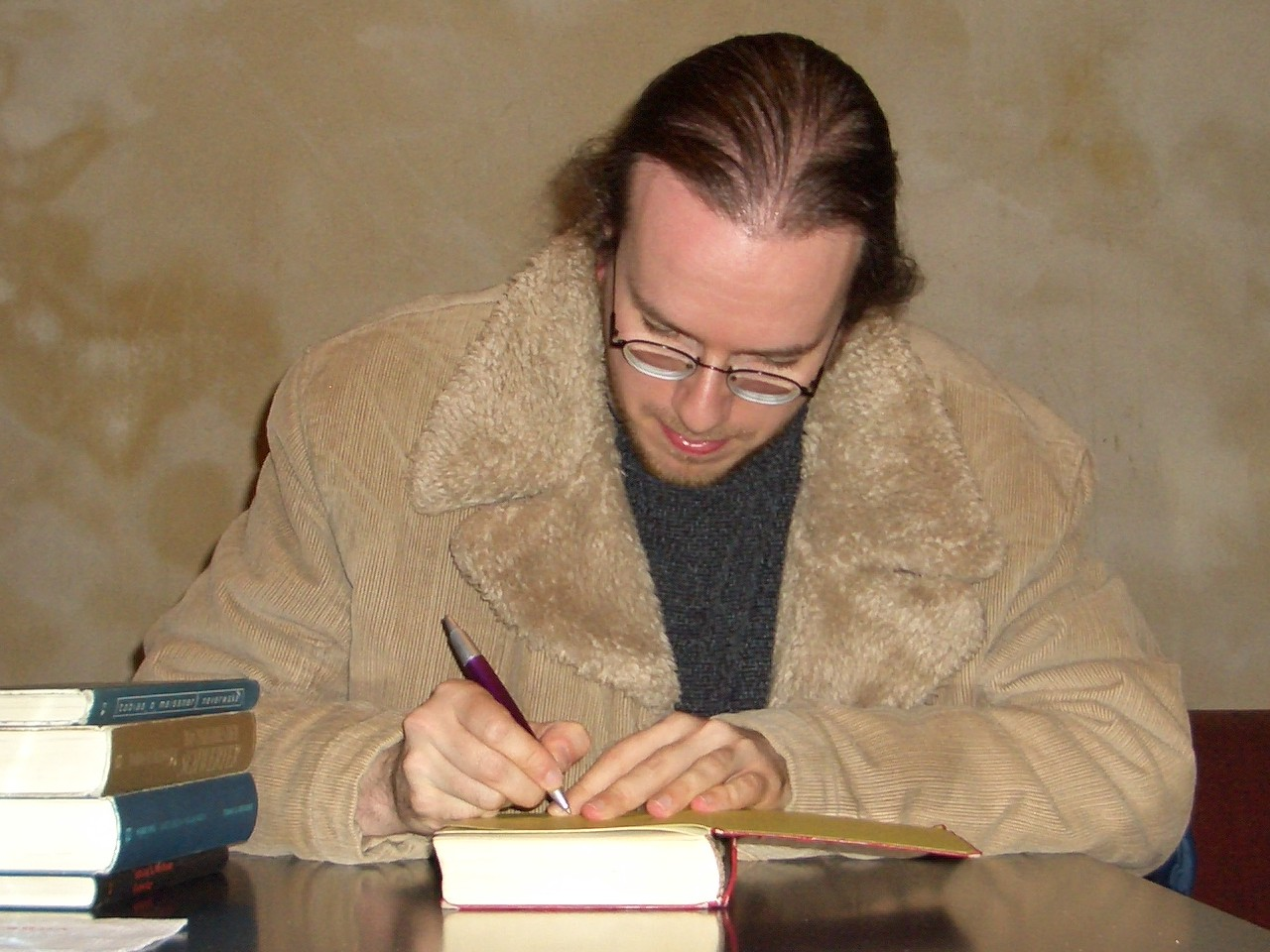
Tobias Oliver Meißner (2006)

Tobias Oliver Meißner (* 4. August 1967 in Oberndorf am Neckar) ist ein deutscher Roman- und Comicautor. Der Wahlberliner lebt seit 1991 in Neukölln.

## Leben
Nach dem Abschluss eines Studiums der Kommunikationswissenschaften arbeitete er ab 1997 über mehrere Jahre hinweg halbjährlich wechselnd als Fabrikarbeiter und freiberuflicher Schriftsteller. Seine vielseitigen Veröffentlichungen reichen von Cyberpunk über Fantasy bis hin zu Sachliteratur und Hörspielen. In Zusammenarbeit mit dem Zeichner Reinhard Kleist veröffentlicht er die Comicreihe Berlinoir. Zudem schrieb er bis Januar 2010 die Kolumne „Ladezeit“ für die Computerspiele-Zeitschrift GEE. Seit Mai 2020 schreibt Meißner regelmäßig zweimal die Woche einen Filmblog.

## Werke

### Bücher

#### Einzelwerke
- Starfish Rules (1997)
- HalbEngel (1999, Neuausgabe 2010)
- Todestag. Verhörroman. Essay (2000)
- Neverwake (2001)
- Das Paradies der Schwerter (2004)
- Dungeon Planet (2018)
- Evil Miss Universe (2019)
- Geschichten vom Computerspielen:
  - Wir waren Space Invaders. Geschichten vom Computerspielen (hrsg. mit Mathias Mertens, 2002, Neuauflage 2006)
  - Ladezeit. Andere Geschichten vom Computerspielen (hrsg. mit Mathias Mertens, 2008)

#### Serien

##### Hiobs Spiel
1. Erstes Buch – Frauenmörder (2002)
2. Zweites Buch – Traumtänzer (2006)
3. Drittes Buch – Verlierer (2012)
4. Viertes Buch – Weltmeister (2018)

##### Im Zeichen des Mammuts
1. Die dunkle Quelle (2005)
2. Die letzten Worte des Wolfs (2006)
3. Das vergessene Zepter (2006)
4. Brücke der brennenden Blumen (2007)
5. Der Mann, der nicht geboren wurde (2009)
6. Die Vergangenheit des Regens (2010)

- Die Soldaten (2011) (Spielt in der gleichen Welt und zur gleichen Zeit wie die Abenteuer des Mammuts.)

##### Dämonen-Trilogie
1. Die Dämonen (2008)
2. Die Dämonen – Freiheit oder Finsternis (2010)
3. Die Dämonen – Am Ende der Zeiten (2011)

##### Barbarendämmerung
- Barbarendämmerung (2012) ISBN 978-3-4927-0231-7
- Klingenfieber (2013) ISBN 978-3-492-70311-6 (Spielt in der gleichen Welt und zur gleichen Zeit wie Barbarendämmerung.)

##### Sieben Heere
1. Sieben Heere (2015)
2. Sieben Heere – Revolution (2017)
3. Sieben Heere – Befreiung (2018)

### Kurzgeschichten und Lyrik
- Die Liebe in Neukölln. In: Udo Gößwald (Hrsg.): Romeo und Julia in Neukölln. Karin Kramer Verlag, Berlin 2002. ISBN 3-87956-275-X
- Die Tradition. In: Jan Brandt (Hrsg.): Doppelpass. kookbooks Idstein, 2004, ISBN 3-937445-09-9
- Söldner. In: Boris Hillen (Hrsg.): Fotosynthesen. PAHINO-Verlag, Frankfurt/Main 2006, ISBN 3-938462-02-7
- Der letzte Weinaxtmann. In: Carsten Polzin (Hrsg.): Das Fest der Zwerge. Piper, München 2007, ISBN 978-3-492-26648-2
- Von draußen. In: Carsten Polzin (Hrsg.): Das Fest der Vampire. Piper, München 2008, ISBN 978-3-492-26678-9
- Amatha. In: Boris Koch (Hrsg.): Gothic. Dark Stories. Beltz & Gelberg, Weinheim/Basel 2009, ISBN 978-3-407-74120-2.
- Man gab mir zwanzig Jahre. In: Christian Walther (Hrsg.): Gothic. Dark Lyrics. Beltz & Gelberg, Weinheim/Basel 2009, ISBN 978-3407741684.
- Das Fest der Elfen. In: Carsten Polzin (Hrsg.): Das Fest der Elfen. Piper 2009, ISBN 978-3-492-26706-9
- Teenie Slasher. In: Boris Koch (Hrsg.): Gothic. Darker Stories. Beltz & Gelberg, Weinheim/Basel 2010, ISBN 978-3-407-74205-6.
- Waldeslust. (mit Melanie Stumm) In: Simone Veenstra/Dorothea Martin (Hrsg.): Wer kann für böse Träume – The Secret Grimm Files. Verlag Das wilde Dutzend, Berlin 2012, ISBN 978-3-9815252-0-5.
- Das Gefaltete. In: Martin Brinkmann/Alexander Behrmann (Hrsg.): Krachkultur 17/2015. Krachkultur Verlag, München 2015. ISBN 978-3-931924-12-6.
- Wellen und Turm. In: Felicitas von Lovenberg (Hrsg.): Wir haben die Wahl – Warum wir gerade jetzt für unsere Freiheit einstehen sollten. Piper Verlag, München 2017. ISBN 978-3-492-05881-0.
- Den Wald vor lauter Bäumen nicht. In: benSwerk/Holger Much (Hrsg.): Anderswelt. Edition Roter Drache, Remda-Teichel 2018. ISBN 978-3-946425-57-1.
- "Eigentlich hasse ich Musik". In: David Röhe (Hrsg.): Arbeitsbuch Tobias O. Meißner. Peter Lang, Berlin 2022. ISBN 978-3-631846-82-7

### Comics
- Berlinoir:
  - Scherbenmund (2003)
  - „Mord!“ (2004)
  - Narbenstadt (2008)